# Герб Сенегалу
Герб Сенегалу походить з 1960-х років. Він складається з поділеного на червоний і золотий колір, щита. На правій, золотій стороні, випростаний лев, на лівій - баобаб над хвилями в натуральних фарбах. Щит є округлим і охоплений двома срібними пальмовими гілками. Між листям зверху розташована п'ятипроменева зелена зірка, під щитом висить на зеленій пов'язці національний орден, заснований в 1960 —  „Ordre National du Lion“. Пальмове листя обвиває біла пов'язка з написаним (французькою) державним гаслом «Один народ, одна мета, одна віра».
Лев є поширеним символом північно-суданської етнічної групи, до якої належить більшість Сенегалу. У волконіанському королівстві Сенегалу лев був символом влади і одним з титулів короля. Сьогодні відображає лев мужність і чесність сенегальського народу.
Баобаб є типовим деревом сенегальської флори, часто стоїть кілька дерев в центрі села. Крім того він всіляко використовується для продукції побутових засобів і харчування. Зелена хвиляста стрічка відображає річку Сенегал.
Зелена зірка розташована ще й на прапорі. Зірка є частим символом в чорній Африці, п'ять кутів стосуються 5 континентів, на які Сенегал відкривається і зелена фарба повинна виражати надію молодої незалежної республіки.

## Історія
|  | Цей розділ статті ще не написано. Ви можете допомогти проєкту, написавши його. |

|  | Цей розділ статті ще не написано. Ви можете допомогти проєкту, написавши його. |